# Sudeley Castle
Sudeley Castle är ett slott i Storbritannien. Det ligger i grevskapet Gloucestershire i södra England, 130 km väster om huvudstaden London. Det nuvarande slottet härstammar från sen medeltid och var ett kungligt slott under Tudortiden. Det är en turistattraktion och främst känd som drottning Katarina Parrs hem och platsen för hennes grav.

## Historik

### Ursprung
Sudeley Castles ursprung är oklart. Det låg möjligen en kunglig egendom här nära Winchcombe, som var huvudstad i kungariket Mercia under Offa av Mercias regeringstid på 700-talet. Det är definitivt känt att det låg en kunglig herrgård här år 1024, när kung Ethelred II av England gav den som bröllopspresent till sin dotter Godgifu, vars ättlingar sedan fortsatt ägde egendomen i fyra sekel under namnet "de Sudeley". 
Under inbördeskriget The Anarchy på 1100-talet stödde dess ägare John de Sudeley kejsarinnan Matildas krav på tronen, vilket ledde till att den då befästa egendomen attackerades och möjligen förstördes år 1139 av Waleran de Beaumont, 1st Earl of Worcester. Ätten de Sudeley dog ut och herrgården övergick genom ingifte på familjen Boteler på 1400-talet. 

### Kunglig historia
Det nuvarande slottet uppfördes 1443 av Riksskattmästare Ralph Boteler, 1st Baron Sudeley. Boteler sålde år 1469 Sudeley till Edvard IV, som i sin tur gav det till sin bror Rikard III av England. Rikard III lät uppföra den så kallade "banqueting hall" på Sudeley. Henrik VIII ska endast ha besökt Sudeley en enda gång, med Anne Boleyn år 1535. 
Efter kungens död 1547 delade förmyndarregeringens Edward Seymour, 1:e hertig av Somerset ut slottet till sin bror Thomas Seymour, 1:e baron Seymour av Sudeley, som i maj samma år gifte sig med änkedrottning Katarina Parr. Thomas Seymour renoverade slottet kraftigt för att göra det till en passande bostad för en drottning, och Katarina Parr bosatte sig där under deras äktenskap med sitt hov, som bland annat inkluderade prinsessan Elisabet och lady Jane Grey. Katarina Parr avled i barnsäng på Sudeley 5 september 1548 och begrovs i dess kapell. 

### Senare historia
Thomas Seymour avrättades 1549 och slottet konfiskerades av kronan. Sudeley Castle gav i april 1554 av Maria I till John Brydges, 1st Baron Chandos. Hans son lät bygga om stora delar av slottet - främst dess yttre borggård, som blev den huvudsakliga bostaden - under 1560- och 70-talet. Elisabet I besökte ofta Sudeley Castle. Hennes mest berömda besök ägde rum 1592, då familjen Brydges höll en tre dagar lång fest för henne som var nära att ruinera dem. 
George Brydges, 6th Baron Chandos stödde Karl I under det engelska inbördeskriget, och medan han deltog på kungens sida i belägringen av Cirencester i januari 1643 anfölls slottet av Edward Masseys armé som plundrade det. Slottet bytte händer flera gånger under inbördeskriget, då det användes som en befästning av rojalisterna, vilket skapade stor förödelse och bland annat förstörde kapellet där Katarina Parr vilade. Efter puritanernas seger 1649 revs stora delar av det på order av Cromwell för att förhindra att det användes som befästning. Stora delar av slottet föll i ruiner, men en liten del av det var fortsatt beboeligt, och hyrdes ut av ägarna. Under 1700-talet beboddes halva slottet av familjen Pitt, medan andra halvan fortsatt låg i ruiner. 

### Modern tid
År 1837 köptes resterna av slottet av den förmögna köpmansfamiljen Denton; vid den tidpunkten var slottets mark uthyrd till arrendatorer,  en del av själva slottet var bebodd av hyresgäster och upptogs av en krog, "The Castle Arms", medan resten låg i ruiner och användes som stenbrott.
Familjen Denton lät restaurera Sudeley Castle under ledning av George Gilbert Scott och återuppförde stora delar av det, medan resten bevarades som pittoreska ruiner. Bland annat restaurerades kapellet och drottning Katarina Parrs grav 1863. 
Under andra världskriget användes slottet som förvaringsplats för konstverken från museet Tate Britain i London, och krigsfångelägret Camp 37 låg på dess mark. 
Sudeley Castle öppnades som museum och turistattraktion år 1970.